# Coleophora pseudoditella
Coleophora pseudoditella is een vlinder uit de familie kokermotten (Coleophoridae). De wetenschappelijke naam is voor het eerst geldig gepubliceerd in 1983 door Baldizzone & Patzak.
De soort komt voor in Europa.